# Ettan

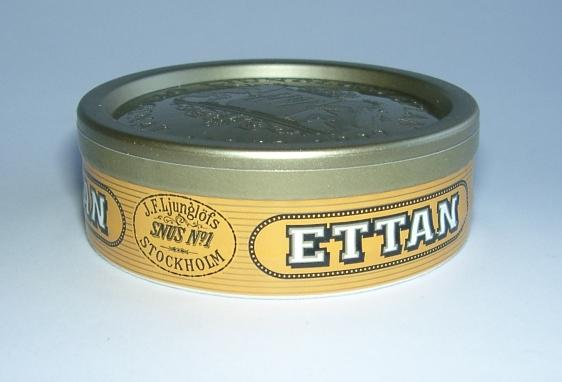
Dose Ettan-Snus

Ettan (schwedisch: „Die Eins“) ist der älteste und bekannteste Snus, er wurde von Jacob Fredrik Ljunglöf im Jahre 1822 erstmals produziert.
Er wird vom größten Snus-Produzenten Swedish Match hergestellt.
Ursprünglich wurde Ettan, wie alle anderen Snus-Sorten auch, ausschließlich als Lös-Snus angeboten. Erst später folgte die verpackte „Portion“-Variante. Die Produktpalette wurde im Herbst 2006 durch die „White-Portion“-Variante ergänzt. Diese Portion-Variante wird mit einem weißen Papier (daher der Name) umhüllt. Der Snus soll daher länger temperaturunabhängig gelagert werden können und während des Gebrauchs weniger durchsaften.
Eine Dose Ettan-Lös enthält 42 Gramm Snus, eine Dose Ettan-Portion enthält 24 Gramm (24 Portions à 1 Gramm).

## Geschmack und Inhaltsstoffe
Ettan setzt auf einen unverfälschten, aber nicht zu aufdringlichen Tabakgeschmack.
Die Inhaltsstoffe sind Wasser, Tabak, Ethanol, Feuchthaltemittel E 1520, als Säureregulator E 500 und Kochsalz, um den pH-Wert im Mund neutral zu halten.
Ettan enthält 8 mg Nikotin pro Portion, etwa 2 % Salz, maximal 0,2 % Zucker und maximal 0,5 % Ethanol und keine Aromastoffe.
Der Wasseranteil macht etwa 55 % aus, daher empfiehlt der Hersteller eine Lagerung bei höchstens 8 °C und gibt ein Verfallsdatum an.
Snus der Marke Ettan enthält 1,8 ppm krebserregender Teilchen, was etwa 85 % weniger sind als eine Full-Flavor-Zigarette.